# Jordan Pickford
Jordan Lee Pickford (rođen kao Jordan Lee Logan (Washington, 7. ožujka 1994.) engleski je nogometaš koji igra na poziciji golmana. Trenutačno igra za Everton.

## Klupska karijera

### Sunderland
Pickford je počeo igrati nogomet za Sunderlandovu akademiju kada je imao 8 godina. Prošao je sve uzraste Sunderlandove akademije.

### Darlington
Pickford je u siječnju 2012. godine poslan na jednomjesečnu posudbu u Darlington. Za Darlington je debitirao 21. siječnja 2012. godine u 1:0 porazu protiv Fleetwood Towna. Posudba je kasnije produljena do kraja travnja. Za Darlington je nastupao 17 puta te je klub relegiran.

### Alfreton Town
Dana 25. veljače 2013. godine poslan je na jednomjesečnu posudbu u Alfreton Town. Debitirao je idućeg dana u 5:1 pobjedi protiv Hyde Uniteda. Njegova posudba kasnije je produljena do kraja sezone. U pet od dvanaest utakmica u kojima je igrao za Alfreton Town nije primio niti jedan gol.

### Burton Albion
Dana 2. kolovoza 2013. godine posuđen je Burton Albionu. Za Burton je debitirao idućeg dana protiv Cheltenham Towna. No, njegova posudba trajala je samo do 17. kolovoza kada ga je Sunderland vratio s posudbe, i to nakon samo tri nastupa za Burton Albion. Sunderland ga je 13. rujna ponovno poslao na posudbu. Dana 13. studenog ponovno je vraćen s posudbe. Tijekom tih posudbi nastupao je 13 puta.

### Carlisle United
Pickford je 8. veljače 2014. godine poslan na jednomjesečnu posudbu u Carlisle United. Istog je dana debitirao u 2:1 porazu protiv Gillinghama. Na kraju je ostao posuđen do kraja sezone te je za Carlisle United nastupao 18 puta.

### Bradford City
Dana 21. srpnja 2014. godine poslan je na jednogodišnju posudbu u Bradford City. Debitirao je 9. kolovoza 2014. godine u 3:2 pobjedi protiv Coventry Cityja. Pickford je bio Bradford Cityjev prvi izbor na poziciji golman sve do 9. ožujka 2015. godine kada ga je Sunderland vratio s posudbe. Za Bradford City igrao je 33 puta.

### Preston North End
Dana 31. srpnja 2015. godine poslan je na jednogodišnju posudbu u Preston North End. Debitirao je 9. kolovoza u utakmici protiv Middlesbrougha koja je završila 0:0. Za Preston North End igrao je 24 puta.

### Povratak u Sunderland
Pickforda je 1. siječnja 2016. godine s posudbe vratio Sunderland koji se nalazio na 19. mjestu u Premier ligi. Za Sunderland je debitirao 9. siječnja 2016. godine u utakmici FA kupa u kojoj je Sunderland izgubio protiv Arsenala 3:1. U Premier ligi debitirao je 16. siječnja 2016. godine u 4:1 porazu protiv Tottenham Hotspura te je time zaigrao u svih pet glavnih engleskih nogometnih ligi iako je imao samo 21 godinu. Bio je jedan od šest nominiranih igrača za nagradu PFA Young Player of the Year za sezonu 2016./17.

### Everton
Pickford je 15. lipnja 2017. godine potpisao petogodišnji ugovor s Evertonom. Iznos transfera iznosio je 25 milijuna funti, s mogućim rastom iznosa transfera na 30 milijuna funti zbog bonusa. To je tada bio treći najskuplji transfer golmana u povijesti. U Premier ligi za Everton debitirao je 12. kolovoza 2017. godine u 1:0 pobjedi protiv Stoke Cityja. Na kraju prve sezone s Evertonom imenovan je Evertonovim igračem sezone te su mu dodijeljene brojna druga klupska priznanja. U sezoni 2021./22. također je imenovan igračem sezone Evertona.

## Reprezentativna karijera
Pickford je u mladosti nastupao za sve engleske selekcije od 18 do 21 godine. S Engleskom do 21 godine osvojio je Festival international espoirs – Tournoi Maurice-Revellot 2016. godine. Engleska je zadnji put osvojila to natjecanje 22 godine ranije. S Engleskom do 21 godine dospio je do polufinala UEFA Europskog prvenstva do 21 godine održanog 2017. u Poljskoj. Za A selekciju Engleske debitirao je 10. studenog 2017. u prijateljskoj utakmici protiv Njemačke koja je završila 0:0. Na Svjetskom prvenstvu održanom 2018. godine u Rusiji, s Engleskom je osvojio 4. mjesto. Na utakmici za treće mjesto UEFA Lige nacije 2018./19. zabio je i obranio odlučujući penal protiv Švicarske te je time donio Engleskoj treće mjesto. Pickford je tom utakmicom postao prvi golman koji je zabio penal za Englesku. Bio je član momčadi završnice tog natjecanja.  Bio je član engleske momčadi koja je osvojila srebro na Europskom prvenstvu 2020. U prvih pet utakmica tog natjecanja nije primio niti jedan gol što ga je učinilo prvim golmanom u povijesti koji nije primio gol u prvih pet utakmica nekog europskog prvenstva.

## Priznanja

### Individualna
- Evertonov igrač sezone: 2017./18.,[43] 2021./22.[44]
- Evertonov igrač sezone prema izboru igrača: 2017./18.[45]
- Evertonov mladi igrač sezone: 2017./18.[46]
- Igrač godine Engleske do 21 godine: 2017.[47]
- Član momčadi završnice UEFA Lige nacija: 2019.[41]
- Obrana sezone Premier lige:2021./22.[48]
- Obrana mjeseca Premier lige: rujan 2022.[49]

### Reprezentativna
Engleska do 21 godine
- Festival international espoirs – Tournoi Maurice-Revellot: 2016.[37]

Engleska
- UEFA Liga nacija (3. mjesto): 2018./19.[50]
- Europsko prvenstvo (finalist): 2020.[51]

## Vanjske poveznice
- Profil na web stranici Evertona
- Profil na web stranici Engleskog nogometnog saveza